# تاکاشی سایتو (وزنه‌بردار)
تاکاشی سایتو (انگلیسی: Takashi Saito؛ زادهٔ ۲۸ ژانویهٔ ۱۹۵۳) ورزشکار وزنه‌برداری اهل کشور ژاپن است. او در بازی‌های المپیک تابستانی ۱۹۷۶ به رقابت پرداخت.